# Hervé Hagard
Hervé Hagard, né le 9 novembre 1971 à Péronne, est un joueur de football français. Il évoluait au poste de milieu défensif.

## Biographie
Formé au Sporting Club Abbeville, il joue de 1990 à 2000 à l'AS Beauvais, équipe avec laquelle il dispute 171 matchs en Division 2. 
Il joue ensuite à l'ES Wasquehal, en 2000-2001 puis de 2005 à 2008, et entre-temps au Racing Paris, en National et en CFA essentiellement.

## Palmarès
- Vainqueur du Groupe D de CFA en 2004 avec le Racing Paris